# Graupel

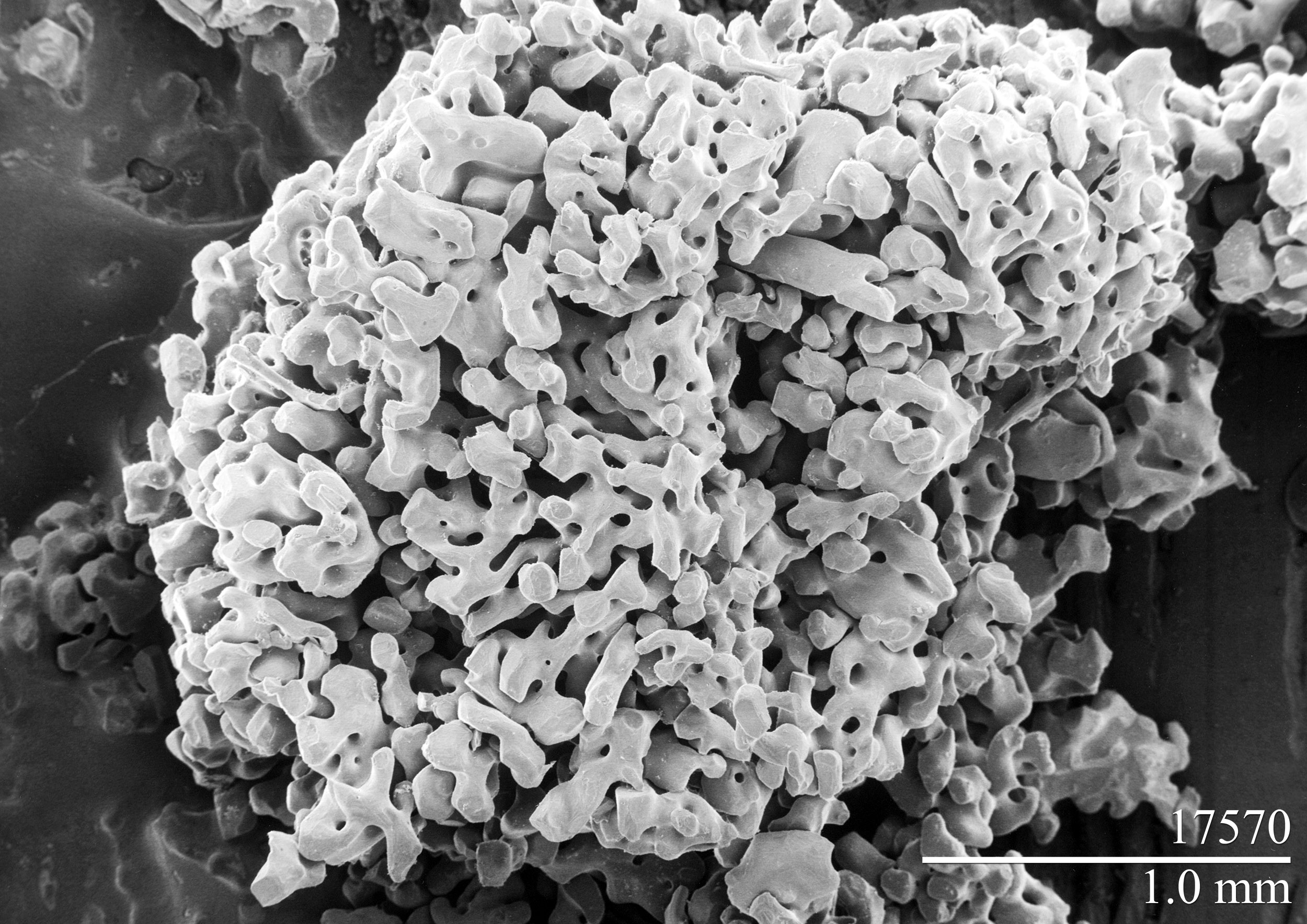
Elektronenmikroskopische Aufnahme eines Graupelkorns

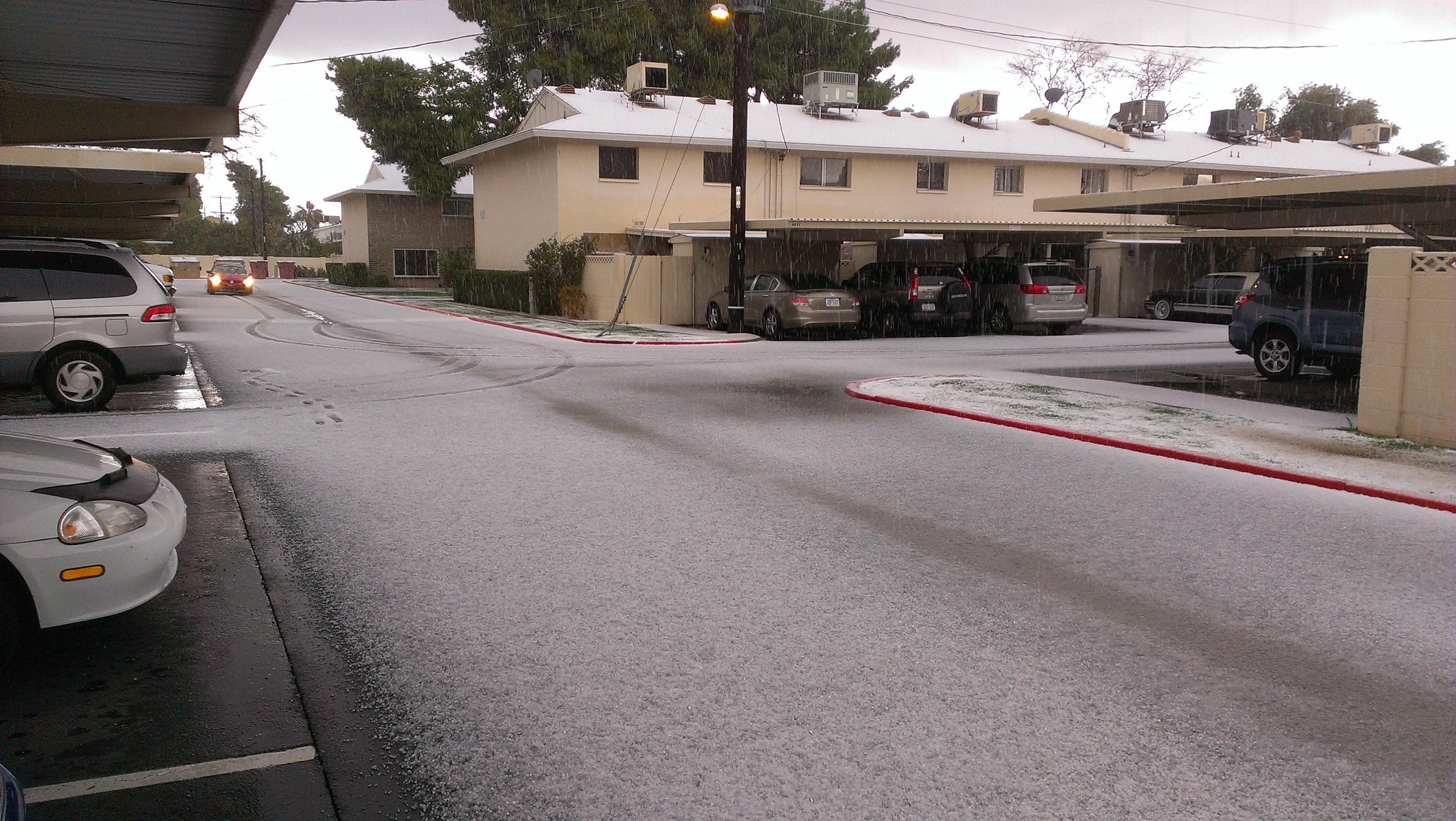
Graupel auf einer Straße

Graupel ist eine Form von Niederschlag, bei dem Schneekristalle durch angefrorene Wassertröpfchen zu kleinen, bis zu 5 mm großen Kügelchen verklumpen. Bei Partikelgrößen von unter einem Millimeter Durchmesser spricht man auch von Griesel.

## Unterschied zu Hagel
Graupelkörner sind im Vergleich zu Hagel deutlich kleiner und weisen lediglich einen maximalen Durchmesser von 1 bis 5 Millimeter auf. Ihre Dichte ist geringer als die von Hagelkörnern und sie haben eine rauere Struktur. Dadurch fallen sie langsamer und können kaum Schaden anrichten. Im Gegensatz zum Hagel fällt Graupel hauptsächlich im Winter bei Temperaturen um 0 °C.

## Entstehung und Arten
Graupel entsteht nur, wenn die Wolken nicht zu viel Feuchtigkeit enthalten. Dies ist oftmals im Frühjahr der Fall. Häufig tritt Graupel bei trockener Polarluft auf. Bei zu feuchten Wolken entsteht eher Hagel.
Es gibt verschiedene Arten von Graupel:
- Frostgraupel haben einen weichen, undurchsichtigen Kern, der von einer durchsichtigen Eisschicht umhüllt ist. Sie springen beim Auftreffen auf hartem Boden hoch. Sie treten meist in Verbindung mit Gewitter und Regen auf. Frostgraupel entstehen, wenn in Schauer- oder Gewitterwolken die Temperatur unter −4 °C fällt und starke Auf- und Abwinde auftreten. Trifft das unterkühlte Wassertröpfchen auf einen Schnee- oder Eiskristall, so verklumpen sie und es entsteht der undurchsichtige Kern.
- Reifgraupel sind komplett undurchsichtig und weich. Beim Auftreffen auf einen harten Untergrund springen sie hoch und zerbrechen dabei oft. Sie treten meist zusammen mit Schneefall auf. Reifgraupel entsteht, wenn Schnee in hohen Wolken antaut und erneut gefriert.
- Griesel oder auch Schneegriesel[2] ist eine Form von Graupel mit einem Durchmesser von rund einem Millimeter oder weniger. Die Körnchen sind dabei undurchsichtige Aggregate aus Schneekristallen und bilden sich ausschließlich bei Temperaturen unter 0 °C. Griesel tritt nur bei Schichtwolken wie Stratus auf und ist folglich nie in Zusammenhang mit einem Schauer zu beobachten.

|  |  |  |